# Тюменская сверхглубокая скважина
Тюменская сверхглубокая скважина (СГ-6) — одна из самых глубоких скважин в Советском Союзе и России, пробурённая на глубину 7502 метра. Находится в 80 км от города Новый Уренгой в Ямало-Ненецком автономном округе.

## Научная программа
Первая научная программа систематического сверхглубокого континентального бурения была сформулирована Советском Союзе в 1960—1962 годах, разработана и начала осуществляться с мая 1970 года, когда в Мурманской области в 10 км от города Заполярного началась проходка Кольской сверхглубокой скважины проектной глубиной 15 км. В 1991 году её бурение остановили на глубине 12 261 м, однако и по сей день она является самой глубокой в мире. Затем в 1977 году началось бурение Саатлинской скважины в Азербайджане проектной глубиной 11 км (реально пробурено 8324 м).
Для координации программы комплексного изучения недр и сверхглубокого бурения в 1986 году в Ярославле было создано государственное научно-производственное предприятие (ГНПП) «Недра». Под его руководством велось бурение 10 исследовательских скважин глубиной от 4 до 9 км. Параллельно бурение сверхглубоких скважин началось в других развитых странах — США и ФРГ, где в 1990—1994 годах была пробурена скважина КТБ-Оберпфальц в Баварии глубиной 9101 м.

## Бурение
Обустройство скважины началось в 1987 году, проходка велась до 1991 года, затем была приостановлена и завершена в 1996 году. Колонна скважины имела диаметр 245 мм.
Бурение и первичные исследования Тюменской сверхглубокой скважины вела Тюменская геологоразведочная экспедиция СГБ ГИПП «Недра». Детальные и специальные исследования — геологические, геофизические, геохимические и гидрогеологические вёл Камский НИИ ГНПП «Недра» (г. Пермь). К исследованиям также были привлечены ЗапСибБурНИПИ, ЗапСибНИГНИ, ВНИГРИ, ВНИГНИ, СНИИГГиМС, ОИГГМ Сибирского отделения Академии наук, МГГА,Московский государственный университет, ВНИИГеосистем и ряд других организаций.
При бурении получен наиболее полный разрез мезозойско-кайнозойского осадочного чехла в северной части Западно-Сибирской плиты.
В нижней части разреза (на глубине от 6424 до 7502 м) выявлены пермо-триасовые вулканогенные образования, в которых обнаружены аймальская, коротчаевская и хадырьяхская свиты.
Отложения — преимущественно базальтовые, сильно изменены под действием вторичных процессов. Считается, что базальты могут быть благоприятными для накопления газоконденсатных и газовых залежей. Мощность вскрытой части вулканогенной толщи составляет 878 м.
Одним из самых тяжёлых осложнений в сверхглубоком бурении являются прихваты буровой колонны, возникающие под действием перепада давления в системе скважина-пласт. При проходке Тюменской скважины дифференциальные прихваты осложнились действием высоких температур и давления  (коэффициент аномальности до 1,8), начиная с отметки 6600 м. Интенсивные осложнения, связанные с прихватами и интенсивным нарастанием фильтрационной корки (уменьшением проходного сечения ствола скважины), продолжались до отметки 7502 м., когда бурение было остановлено. В «проблемном» интервале были извлечены породы, представленные интенсивно переработанными метасоматическими процессами магматическими образованиями, что не предполагалось при проектировании и, как и во многих других случаях сверхглубокого бурения, подтвердило приблизительность научных представлений о строении земной коры.
Расчётная глубина скважины составляла 8 км. Тюменская скважина показала одну из самых высоких температур в забое — 230 °С (Берта Роджерс в Оклахоме, США — 260 °С, КТБ-Оберпфальц в Баварии, Германия — 300 °С). При этом даже на меньших глубинах температура может быть и выше: в самой нижней точке скважины Солтон-Си в США на 3220 м была зафиксирована температура 355 °С, а в скважине глубиной всего 1440 м в одной из молодых вулканических структур на западе США температура составила 465 °С.

## Отличие проходки сверхглубоких скважин

### Обычные и сверхглубокие
При бурении обычных скважин глубиной сотни метров находящийся сверху двигатель вращает колонну стальных труб, на нижнем конце этой колонны закрепляется буровая коронка, армированная твёрдыми сплавами или алмазами. При вращении вырезается цилиндрический столбик породы — керн, который периодически вынимают из внутренней (колонковой) трубы, поднимая всю колонну буровых труб на поверхность с помощью лебёдки, установленной на буровой вышке (для этого она должна быть достаточно высокой). При необходимости при подъёме колонны заменяется буровая коронка.
Если бурение производится без отбора керна, порода измельчается внутри системой из нескольких вращающихся твердосплавных конусов и выносится наверх вместе с со специальным глинистым раствором, закачиваемым в скважину для придания устойчивости стенкам, охлаждения инструмента и т. д. Скважины с неустойчивыми стенками укрепляют стальными обсадными трубами на всём протяжении. В процессе бурения постоянно измеряются физические свойства пластов: температура, электропроводность, магнитная восприимчивость, радиоактивность. Этот процесс называют каротажем.
Для сверхглубокого бурения применяются нетрадиционные инженерные решения. Например, забойные двигатели — минитурбины или винтовые механизмы, устанавливаемые в нижней части буровой колонны и приводящиеся в действие нагнетаемым под давлением в скважину буровым раствором. Сама колонна скважины при этом не вращается. Для изготовления колонны, для уменьшения её веса, применяются специальные лёгкие, но прочные и термостойкие сплавы — алюминиевые (Кольская скважина) или титановые. Они могут быть в 2 и более раз легче стали.

### Проблемы сверхглубокого бурения
На больших глубинах приходится решать множество физических проблем.
Первая из них — перепад между гидростатическим давлением столба бурового раствора и литостатическим (горным) давлением породы. Для его уравновешивания за счёт специальных наполнителей плотность бурового раствора увеличивают примерно до 2 г/см³.
Поскольку температура пласта на больших глубинах превышает 100—200 градусов, для работы на таких скважинах нужно особое оборудование: металлические детали и соединения, смазки, буровой раствор, особенно измерительная аппаратура (электроника отказывает уже при 150 °С). Водные буровые растворы при температуре свыше 230—250 °С теряют технологические свойства и их необходимо менять на растворы на нефтяной основе.
Большие технические трудности вызывает самопроизвольное искривление ствола скважин из-за геологических неоднородностей разреза и других причин. Так, забой Кольской скважины на глубине около 12 км отклонился от вертикали на 840 м. Германским специалистам при бурении КТБ-Оберпфальц благодаря применению специальных технических приёмов удержания скважины в вертикальном положении удавалось удерживать её вертикальность до глубины 7500 м, однако на этой глубине техника уже вышла из строя из-за высокой температуры и давления, поэтому на максимальной глубине 9101 м отклонение забоя от вертикали составило 300 м.
Расчётная скорость бурения сверхглубоких скважин составляет 1-3 метра в час.

## Использование в науке и геологоразведке
Материалы бурения и исследования Тюменской сверхглубокой скважины использовались для научного обоснования нефтегазоносности больших глубин Надым-Пурской газонефтеносной области, — в частности, в работе А. Н. Башкова в Пермском государственном техническом университете.
С исчерпанием запасов нефти и газа в верхних пластах в промышленную эксплуатацию вводятся глубоко залегающие месторождения — например, на юге США, в штатах Техас и Оклахома, за 1969—1999 годы пробурено более 350 скважин глубиной 6,5-7,0 км, 50 скважин глубиной более 7 км, 4 скважины достигли глубины более 9 км. Самая глубокая скважина Берта Роджерс (9583 м) была пробурена в 1973—1974 годах всего за 502 дня.

## Современное состояние
На данный момент скважина закрыта и рассматривается как потенциальный туристический объект.